# 三河鉄道キ10形電気機関車

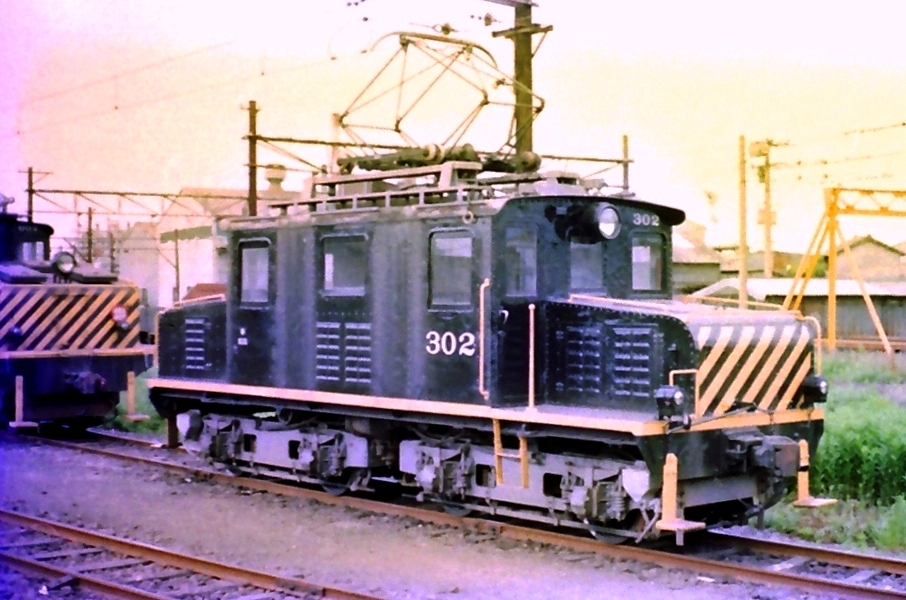
デキ302号機
（大江駅/1978年）

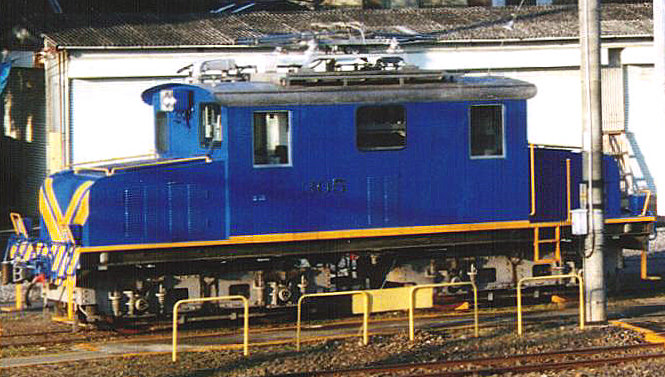
デキ305号機（新川検車区/2002年）

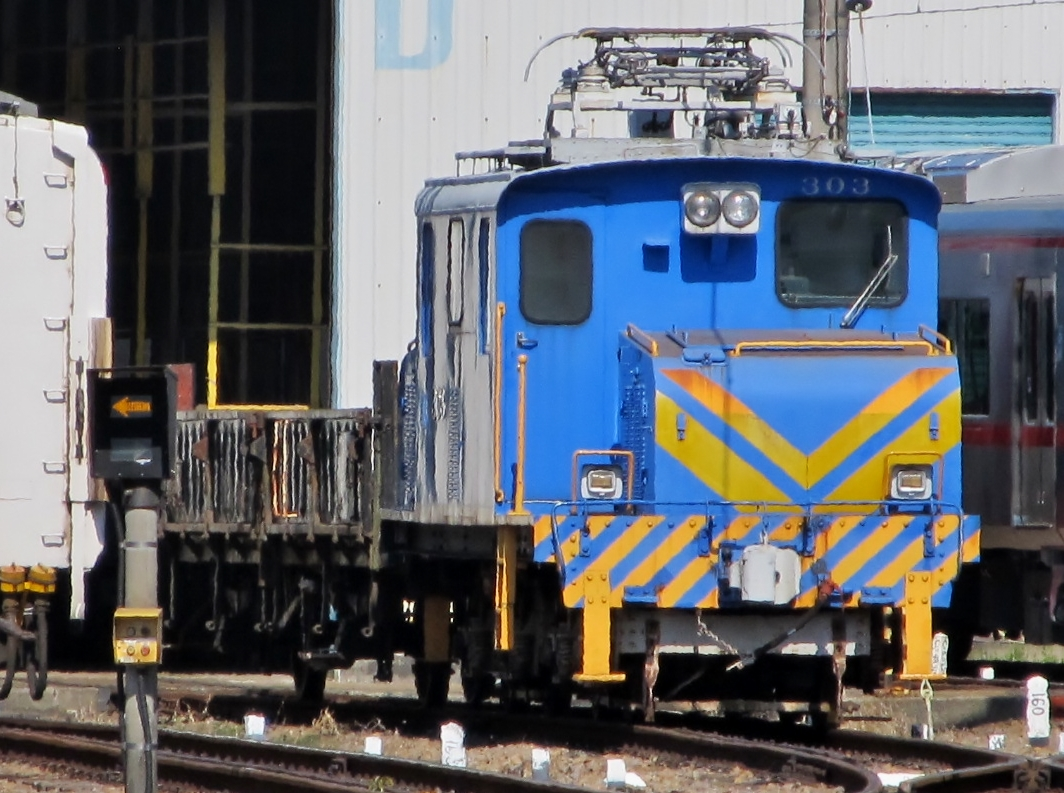
デキ303号機（舞木検査場/2025年）

三河鉄道キ10形電気機関車（みかわてつどうキ10がたでんききかんしゃ）は、三河鉄道が新製した直流用電気機関車。後年三河鉄道が名古屋鉄道（名鉄）へ吸収合併されたことに伴い、デキ300形と改称された。3両が2013年まで在籍したが、2014年3月までにいずれも除籍された。

## 概要
三河鉄道が自社線の電化に伴い、日本車輌製造で1926年（大正15年）5月にキ10・11が製造され、三菱造船所で1927年（昭和2年）8月 にキ12・13、1929年（昭和4年）9月にもキ14が増備された。凸字形で、日本車輌製造製の機関車はウェスティングハウス・エレクトリック製の制御機器（電動機などは国産品）を用いていたが、三菱造船所製の機関車では純国産品を採用している。
その後の1936年（昭和11年）には、1928年（昭和3年）8月に三菱造船所で製造されて一畑電気鉄道が購入したほぼ同型の機関車デキ1形（デキ1）が世界恐慌に伴う輸送量減で余剰となり、三河鉄道に譲渡されてキ10形15（名鉄合併後、デキ300形306となる）として編入された。このような経緯から、単にデキ300形といっても各車両の車体長・形状などが少しずつ異なっている。
1941年（昭和16年）に三河鉄道は名鉄に統合され、機関車も名鉄所属となり、形式もデキ300形となった。
1964年（昭和39年）に304が須ヶ口駅に併設された新川工場の火災で廃車、1966年（昭和41年）にはデキ301が踏切事故で廃車、1984年（昭和59年）には国鉄ダイヤ改正に伴う名鉄の貨物列車消滅により、余剰となったデキ302が廃車となった。302はその後、モ800形2両と共に豊田市の鞍ヶ池公園に貨車（ト1形・ワフ70形）と編成を組んで展示されていたが、2003年（平成15年）の鞍ヶ池パーキングエリア整備に伴う公園改修時に解体された。
303, 305, 306に関しては入換・保線列車・搬入列車などの用途があることから残すことになり、1993年 - 1994年（平成5 - 6年）には車体更新工事を受け、塗装がそれまでの黒から明るい青色に変更された。なお更新工事以前より、前面には警戒色である黄色と黒の虎縞模様が塗られていた。
2014年（平成26年）2月5日に305, 306が廃車・解体されたが、残る303は解体を免れ、3月3日に舞木検査場の工場設備扱いとなった。

## 主要諸元
- 全長：10,152mm(303)、10,150mm(305)、10,178mm(306)
- 全幅：2,678mm(303)、2,630mm(305,306)
- 全高：4,017mm(303)、4,027mm(305,306)
- 運転整備重量：30.5t(303,305)、29.8t(306)
- 電気方式：直流1500V（架空電車線方式）
- 軸配置：B+B
- 台車形式：板台枠
- 主電動機：TDK516-E(60kW)×4基 
  - 歯車比：14:70＝1:5.00
  - 1時間定格出力：240kW
  - 1時間定格引張力：2868kg
  - 1時間定格速度：29.8km
- 動力伝達方式：歯車1段減速、吊り掛け式
- 制御方式：抵抗制御、2段組み合わせ制御
- 制御装置：電磁空気単位スイッチ式
- ブレーキ方式：EL14A空気ブレーキ、手ブレーキ